# Cemalçavuş, Eşme
Cemalçavuş là một xã thuộc huyện Eşme, tỉnh Uşak, Thổ Nhĩ Kỳ. Dân số thời điểm năm 2010 là 115 người.